# Reticulimantis infuscata
Reticulimantis infuscata är en bönsyrseart som beskrevs av Roger Roy 1973. Reticulimantis infuscata ingår i släktet Reticulimantis och familjen Mantidae. Inga underarter finns listade i Catalogue of Life.